# Eldonnia
Eldonnia is een geslacht van spinnen uit de familie hangmatspinnen (Linyphiidae).

## Soorten
De volgende soorten zijn bij het geslacht ingedeeld:
- Eldonnia kayaensis (Paik, 1965)